# Austrian Business Agency
La Austrian Business Agency – Österreichische Industrieansiedlungs- und WirtschaftswerbungsgmbH (ABA-Invest in Austria) è l'agenzia per l’insediamento d’impresa della Repubblica d’Austria e fa capo al Bundesministerium für Digitalisierung und Wirtschaftsstandort (Ministero federale per la digitalizzazione e l´economia). L'ente governativo offre servizi di acquisizione e assistenza alle imprese estere che intendono istituire filiali sul territorio austriaco. ABA fornisce informazioni in merito alla business location Austria e servizi di consulenza agli investitori internazionali per tutte le questioni attinenti alla scelta dell'ubicazione economico-produttiva.
L'agenzia austriaca è stata fondata nel 1982 dalla ÖIAG come ICD Austria. Nel 1995 la ragione sociale è stata trasformata in Austrian Business Agency (ABA). Nel 2007, in occasione del 25º anniversario della sua fondazione, ABA ha riadattato il proprio corporate design e ha sostituito il nome Austrian Business Agency con ABA-Invest in Austria per rendere immediatamente riconoscibile l'oggetto sociale. ABA-Invest in Austria impiega 25 collaboratori.
Tra le imprese che si sono affidate ai servizi di ABA per l'insediamento produttivo in Austria figura un lungo elenco di aziende di fama internazionale come Sony, Infineon, Ikea, Matsushita Electric Works, Hutchison Mobilfunk, Holmes Place e Starbucks.
Location Austria, ente facente capo ad ABA, dal 1997 si occupa di promuovere l'Austria come location per le produzioni cinematografiche internazionali. Location Austria, assieme ad Austria Wirtschaftsservice GmbH (aws), è responsabile dello sviluppo di incentivi nell'ambito dell'iniziativa “Film Industry Support Austria” (FISA). FISA è un'iniziativa promossa dal Ministero federale delle scienze, della ricerca e dell'economia a sostegno dei film per il cinema, che prevede l'elargizione di una sovvenzione a fondo perso pari al 25% dei costi di produzione austriaci ammissibili al finanziamento.

## Settori di attività
Per quanto riguarda gli investimenti diretti, l'Austria si trova a competere con la concorrenza rappresentata dalla comunità internazionale di stati. L’agenzia per l’insediamento promuove la business location Austria e si pone come obiettivo quello di continuare a migliorare l'immagine della repubblica alpina come nazione industriale. L'Austria infatti, pur occupando il quarto posto tra gli stati più ricchi dell'UE, continua ad essere vista principalmente come paese di turismo e cultura.
ABA assiste gratuitamente le imprese estere in fase di costituzione di società sul territorio austriaco. Gli investitori possono ottenere informazioni sulla business location Austria nonché sulle condizioni quadro che regolano il sistema economico, politico e giudiziario nel suo complesso. La sfera di attività di ABA–Invest in Austria comprende inoltre la creazione di tutti i necessari contatti in Austria, le attività di consulenza per la scelta dell'ubicazione e la messa a disposizione di tutte le informazioni rilevanti per l'impresa come, ad esempio, i fattori di costo (es. costo del lavoro e delle infrastrutture), gli aspetti fiscali e tributari o i dati di produttività fatti registrare dai diversi settori economici del paese. Alle imprese viene offerta assistenza anche in caso di investimenti di ampliamento.

## Investimenti diretti esteri in Austria
Nel 2019 ABA-Invest ha contribuito a far insediare sul territorio 462 imprese estere. Gli investimenti effettuati sono stati di 1,85 miliardi di euro, con 4.896 nuovi posti di lavoro.
Dalla Germania, per tradizione il principale investitore in Austria, sono giunte 143 nuove imprese, pari a circa un terzo di tutti i progetti ABA dello scorso anno. Con 45 nuovi insediamenti l'Italia ha superato l'inghilterra (24).
Permane anche l’interesse da parte di imprese provenienti dai Paesi CEE/SEE. Nel 2019 il loro numero di imprese è stato pari a 89, ovvero circa un quarto di tutti i nuovi insediamenti ABA.
Fra le imprese insediatesi in Austria, 66 praticano ricerca. .
La classifica dei Bundesländer - Vienna davanti a Salisburgo e Bassa Austria
Anche nel 2019 la maggior parte delle imprese estere (235) ha scelto la capitale Vienna quale sede di insediamento (2018: 182). Dopo Vienna, la regione federale più richiesta è stata il Salisburghese con 44 imprese (2018:30), seguita dalla Bassa Austria con 39 insediamenti (2018: 32). 27 imprese hanno optato per la Stiria e 33 per la Carinzia e il Tirolo.
| Anno    | 2004 | 2005 | 2006 | 2007 | 2008 | 2009 | 2010 | 2011 | 2012 | 2013 | 2014 | 2015 | 2016 | 2017 | 2018 | 2019 |
| Imprese | 107  | 123  | 152  | 201  | 256  | 158  | 198  | 183  | 201  | 228  | 276  | 297  | 319  | 344  | 355  | 462  |